# Liste der Monuments historiques in Charmes-en-l’Angle
Die Liste der Monuments historiques in Charmes-en-l’Angle führt die Monuments historiques in der französischen Gemeinde Charmes-en-l’Angle auf.

## Liste der Immobilien
| Bezeichnung                   | Beschreibung                                             | Standort                  | Kennzeichnung | Schutzstatus | Datum | Bild |
| ----------------------------- | -------------------------------------------------------- | ------------------------- | ------------- | ------------ | ----- | ---- |
| Château de Charmes-en-l’Angle | Hauptportal, 18. Jahrhundert; aus Joinville transloziert | 3 rue de la Mairie (Lage) | PA00078995    | Inscrit      | 1934  |      |